# Atriplex spegazzinii
Atriplex spegazzinii là loài thực vật có hoa thuộc họ Dền. Loài này được A.Soriano ex Múlgura mô tả khoa học đầu tiên năm 1979.